# Marin Skender
Marin Skender (* 12. srpna 1979, Osijek, Socialistická republika Chorvatsko, SFR Jugoslávie) je chorvatský fotbalový brankář, od roku 2013 hráč klubu SønderjyskE. Mimo Chorvatsko působil na klubové úrovni v Gruzii a Dánsku.

## Klubová kariéra
- NK Olimpija Osijek (mládež)
- NK Olimpija Osijek 1998–2000
- HNK Vukovar '91 2000–2001
- NK Osijek 2001–2009
- NK Zagreb 2009–2010
- Dinamo Záhřeb 2010–2011
- FC Dila Gori 2012–2013
- SønderjyskE Fodbold 2013–